# Serie di Grandi
La somma infinita 1 − 1 + 1 − 1 + · · ·, chiamata anche serie di Grandi, introdotta da Guido Grandi nel 1703, è una serie simile alla serie 1 − 2 + 3 − 4 + · · · e alla serie 1 + 1 + 1 + 1 + · · · (o serie sommativa unitaria).
Essa si può rappresentare con la formula:
{\displaystyle \sum _{n=0}^{\infty }(-1)^{n}.}
La serie di Grandi è irregolare, nel senso che la successione delle sue somme parziali non possiede limite. Tuttavia la sua somma di Cesaro (che è un'estensione del concetto classico di serie convergente basata sulle somme parziali) è {\displaystyle {\frac {1}{2}}}. In modo informale (e senza tenere effettivamente conto dell'applicabilità di metodi algebrici a serie non convergenti), tale serie può essere riscritta sia come
{\displaystyle S=(1-1)+(1-1)+(1-1)+\ldots ,}
dove l'evidente risultato della sommatoria è 0, sia come
{\displaystyle S=1-(1-1)-(1-1)-\ldots ,}
dove il risultato della sommatoria è evidentemente 1. Esiste però un terzo modo per scrivere la serie:
{\displaystyle S=1-(1-1+1-1+\ldots )=1-S,}
da cui:
{\displaystyle S=1-S;\quad 2\ S\ =1;\quad S\ ={\frac {1}{2}}.}
Quindi, quello che intuitivamente ci si aspetta dalla serie di Grandi è che la sua somma, che non esiste, "dovrebbe" essere {\displaystyle {\frac {1}{2}}}. E questo è quello che la somma di Cesaro coglie estendendo il concetto di convergenza.
Guido Grandi, nel suo libro Quadratura circula et hyperbolae per infinitas hyperbolas geometrice exhibita, ottenne il terzo risultato a partire da una variante della serie geometrica, utilizzando lo sviluppo binomiale
{\displaystyle {\frac {1}{1+x}}=1-x+x^{2}-x^{3}+\ldots ,}
con {\displaystyle x=1}.

## Definizioni rigorose della somma
Con la definizione classica di somma della serie come limite delle somme parziali, la serie di Grandi non converge ed è oscillante. 
Tuttavia, esistono definizioni generalizzate della somma di una serie, come la già richiamata somma di Cesaro, la somma di Abel, la somma di Eulero, che forniscono il valore 1/2.
In particolare, la somma di Cesaro definisce la somma della serie come il limite della media delle somme parziali, che è appunto 1/2.